# Júlia Zabala i Tomàs
Júlia Zabala i Tomàs   (València, 1 de març de 1975) és una docent i escriptora valenciana. Va estudiar Filologia Catalana a la Universitat de València. També ha cursat estudis sobre món àrab i islàmic a la Universitat de València, a la Universitat de Barcelona i a la Universitat Pablo de Olavide de Sevilla. Tot i que el seu camp de treball i investigació té a veure amb la literatura àrab, s'ha especialitzat en l'àmbit de l'anàlisi, la detecció i la prevenció de la radicalització de tipus terrorista.
Inicià la seva trajectòria com a escriptora publicant en coautoria una narració breu de literatura juvenil, Tinta fresca (1994), obra escrita al costat de Sònia Valent i Joan-Manuel Matoses. A partir d'aleshores publicà diverses obres i antologies poètiques, i part de la seva producció poètica ha estat traduïda a altres idiomes com ara el castellà, l'hongarès, el gal·lès, l'alemany, el romanès o el francès. A més, és col·laboradora habitual de la publicació especialitzada Caràcters.

## Obra publicada
- El mateix silenci (1995)
- Raïm de vent (1996)
- Homenatge a la paraula: en memòria de Maria Mercè Marçal (CEIC Alfons el Vell, 1998)
- Poemes d'un segle: poesia occidental del segle XX (Edicions 96, 1999)
- Dotze poetes joves valencians (Tàndem, 2000)
- Cendres volades (2000)
- Tenebra blanca: antologia del poema en prosa en la literatura catalana contemporània (Proa, 2001)
- XXI poetes del XXI: antologia dels joves poetes catalans (Proa, 2001)
- Maleïdes les guerres. Poesia universal de tots els temps sobre els desastres de la guerra (Edicions 62, 2003)
- El cercle de les ànimes (2005)[5]
- Tibar l'Arc. Una mirada a la poesia valenciana actual (Triallibres, 2012)[6]

## Premis
- 1995: Premi 25 d'Abril de Benissa, per Raïm de vent[2]
- 2004: Premi Màrius Torres, per El cercle de les ànimes